# Петер Вайбель
Петер Вайбель (нім. Peter Weibel; 5 березня 1944, Одеса, СРСР — 1 березня 2023, Карлсруе) — проросійський австрійський постконцептуальний художник, куратор і теоретик медіа-мистецтва.

## Біографія
Петер Вайбель народився в Одесі 5 березня 1944 року та виріс у Верхній Австрії.
У Парижі почав вивчати французьку мову та кінематограф.
Вивчав медицину у Відні в 1964 році, незабаром перейшов на математику з акцентом на логіку.
Творчість Петера Вайбеля належить до таких категорій: концептуальне мистецтво, перформанс, експериментальне кіно, відеоарт і комп'ютерне мистецтво.
Починаючи з 1965 року, від семіотичних і мовознавчих роздумів (Остін, Якобсон, Пірс, Вітгенштайн), Петер Вайбель розробив художню мову, яка привела його від експериментальної літератури до перформансу. У своїх перформативних діях він досліджував не лише «медіа» мову та тіло, а й кіно, відео, телебачення, аудіокасети та інтерактивне електронне середовище. Він критично аналізував їхню функцію для побудови реальності. Окрім участі в гепенінгах із членами Віденського акціонізму, він з 1967 року (разом із Валі Експортом, Ернстом Шмідтом-молодшим та Гансом Шойґлем) розробив «розширене кіно», натхненне американським і відображає ідеологічні та технологічні умови кінематографічного представлення. У 1969 році Вайбель розгорнув ці роздуми у своїх відеокасетах та інсталяціях. Своєю телевізійною акцією «tv und vt works», яку транслювало Австрійське телебачення (ORF) у 1972 році, він вийшов за межі простору галереї та поставив під сумнів відеотехнологію у її застосуванні як засіб масової інформації. У 1966 році разом з Густавом Мецгером, Отто Мюлем, Вольфом Фостеллом, Германом Нічем та іншими був учасником симпозіуму Destruction in Art (DIAS) у Лондоні.
Петер Вайбель дотримувався своїх художніх цілей, використовуючи велику різноманітність матеріалів, форм і технік: текст, скульптуру, інсталяцію, кіно та відео. У 1978 році звернувся до музики. Разом з Лойсом Еґґом він заснував гурт «Hotel Morphila Orchester» (оркестр). У середині 1980-х років він досліджував можливості комп'ютерної обробки відео. На початку 1990-х реалізував інтерактивні комп'ютерні інсталяції. Тут він знову звернувся до співвідношення між медіа та конструюванням реальності.
У своїх лекціях і статтях Вайбель коментував сучасне мистецтво, історію медіа, теорію медіа, кіно, відеоарт і філософію. Як теоретик і куратор, він виступав за форму мистецтва та історії мистецтва, яка охоплює історію технології та історію науки. У своїй функції професора університету та директора таких установ, як Ars Electronica (у Лінці, Австрія), Інститут нових медіа у Франкфурті-на-Майні та Центр мистецтва та медіа ZKM Карлсруе, він вплинув на європейську сцену так званого «комп'ютерного мистецтва» через конференції, виставки та публікації.
Помер 1 березня 2023 року.

## Вайбель і Україна
Під час російського вторгнення в Україну 2022 року, на початку травня, Петер Вайбель виступав за капітуляцію України та визнання так званих «ДНР» і «ЛНР» і Криму як частину Російської Федерації. Митець називає Україну «помилковою країною» і головною передумовою війни — розширення НАТО на схід.

## Дослідження та викладання
З 1976 року Петер Вайбель викладав у багатьох університетах, серед інших у Віденському університеті прикладних мистецтв у Відні, Коледжі мистецтва та дизайну Нової Шотландії в Галіфаксі, Нова Шотландія, Канада, та Кассельському університеті в Касселі. У 1984 році він був призначений на п'ять років викладати як доцент відео- та цифрового мистецтва в Центрі медіа-досліджень при Університеті штату Нью-Йорк в Баффало, Нью-Йорк. Того ж 1984 року він став професором візуальних медіа в Університеті академічних мистецтв у Відні. У 1989 році йому доручили створити Інститут нових медіа при Вищій школі образотворчого мистецтва «Штедельшуле» у Франкфурті, який він очолював до 1994 року.

## Кураторська діяльність
З 1986 року Вайбель працював художнім консультантом в Ars Electronica, який він очолював з 1992 по 1995 рік як художній директор. З 1993 по 1999 рік він курирував павільйон Австрії на Венеційській бієнале. У той же період, з 1993 по 1999 рік, він працював головним куратором Neue Galerie am Landesmuseum Joanneum у Ґраці, Австрія. З січня 1999 року Петер Вайбель є головою та генеральним директором Центру мистецтва та медіа ZKM у Карлсруе, Німеччина.
- 2021: Chiharu Shiota. Connected to Life (with Richard Castelli), ZKM I Center for Art and Media, Karlsruhe
- 2020: Critical Zones. Horizonte einer neuen Erdpolitik (with Bruno Latour), ZKM | Center for Art and Media, Karlsruhe
- 2019: Writing the History of the Future (with Margit Rosen), Zentrum für Kunst und Medien, Karlsruhe
- 2019: Seasons of Media Arts. Stadt der partizipativen Visionen (with Lívia Nolasco-Rózsás, Blanca Giménez, Olga Timurgalieva), ZKM | Center for Art and Media, Karlsruhe
- 2019: Schlosslichtspiele, ZKM | Center for Art and Media, Karlsruhe
- 2019: Open Codes. Leben in digitalen Welten (mit Blanca Giménez), Bundesministerium der Justiz und für Verbraucherschutz, Berlin
- 2019: Negativer Raum. Skulptur und Installation im 20./21. Jahrhundert (with Anett Holzheid, Daria Mille), ZKM | Center for Art and Media, Karlsruhe
- 2018: Schlosslichtspiele, ZKM | Center for Art and Media, Karlsruhe
- 2018: Kunst in Bewegung. 100 Meisterwerke mit und durch Medien. Ein operationaler Kanon (with Siegfried Zielinski, Judith Bihr, Daria Mille), ZKM | Center for Art and Media, Karlsruhe
- 2018: generator marx: kapital | digital, ""generator. medienkunstlabor trier
- 2018: DIA-LOGOS. Ramon Llull und die Kunst des Kombinierens (with Amador Vega, Siegfried Zielinski, Bettina Korintenberg), ZKM | Center for Art and Media, Karlsruhe
- 2017/2018: The Art of Immersion (with Richard Castelli and Dennis Del Favero), ZKM | Center for Art and Media, Karlsruhe
- 2017: Schlosslichtspiele, ZKM | Center for Art and Media, Karlsruhe
- 2017: Markus Lüpertz. Kunst, die im Wege steht (with Walter Smerling), ZKM | Center for Art and Media, Karlsruhe
- 2017: Kunst in Europa 1945—1968. Die Zukunft im Blick. Art in Europe 1945—1968, Staatliches Museum für Bildende Künste A. S. Puschkin, Moskau
- 2017: Bodenlos — Vilém Flusser und die Künste (with Baruch Gottlieb, Pavel Vančát, Siegfried Zielinski), GAMU (Galerie AMU), Prag
- 2016: William Kentridge: More Sweetly Play the Dance, ZKM | Center for Art and Media, Karlsruhe
- 2016: Schlosslichtspiele, ZKM | Center for Art and Media, Karlsruhe
- 2016: Liquid Identities — Lynn Hershman Leeson. Identitäten im 21. Jahrhundert (with Andreas Beitin), Lehmbruck Museum, Duisburg
- 2016: Kunst in Europa 1945—1968. Der Kontinent, den die EU nicht kennt (with Eckhart J. Gillen, Daria Mille, Daniel Bulatov), ZKM | Center for Art and Media, Karlsruhe
- 2016: Digitale Wasserspiele, ZKM | Center for Art and Media, Karlsruhe
- 2016: Bodenlos — Vilém Flusser und die Künste (with Baruch Gottlieb, Siegfried Zielinski), Akademie der Künste, Berlin
- 2016: Bodenlos — Vilém Flusser und die Künste (with Baruch Gottlieb, Siegfried Zielinski), West, Den Haag
- 2016: Beat Generation (with Jean-Jacques Lebel, Philippe-Alain Michaud), ZKM | Center for Art and Media, Karlsruhe
- 2015: Transsolar + Tetsuo Kondo. Cloudscapes, ZKM | Center for Art and Media, Karlsruhe
- 2015: Schlosslichtspiele, ZKM | Center for Art and Media, Karlsruhe
- 2015: Ryoji Ikeda. micro | macro, ZKM | Center for Art and Media, Karlsruhe
- 2015: Lichtsicht, Projektions-Biennale, Bad Rothenfelde
- 2015: Infosphäre (with Daria Mille, Giulia Bini), ZKM | Center for Art and Media, Karlsruhe
- 2015: HA Schult: Action Blue (with Bernhard Serexhe), ZKM | Center for Art and Media, Karlsruhe
- 2015: Exo-Evolution (with Sabiha Keyif, Philipp Ziegler, Giulia Bini), ZKM | Center for Art and Media, Karlsruhe
- 2015: Die Stadt ist der Star — Kunst an der Baustelle. Vom K-Punkt am Staatstheater bis zum Marktplatz (with Andreas Beitin), ZKM | Center for Art and Media, Karlsruhe
- 2015: Lynn Hershman Leeson. Civic Radar (with Andreas Beitin), Deichtorhallen Hamburg in der Sammlung Falckenberg, Hamburg
- 2015: Bodenlos — Vilém Flusser und die Künste (with Baruch Gottlieb, Siegfried Zielinski), ZKM | Center for Art and Media, Karlsruhe
- 2014: Lynn Hershman Leeson. Civic Radar (with Andreas Beitin), ZKM | Center for Art and Media, Karlsruhe
- 2011: The Global Contemporary Kunstwelten nach 1989 (with Andrea Buddensieg), ZKM Center for Art and Media, Karlsruhe
- 2011: Moderne: Selbstmord der Kunst? Im Spiegel der Sammlung der Neuen Galerie Graz (with Christa Steinle and Gudrun Danzer), Neue Galerie Graz
- 2011: Bruseum. Ein Museum für Günter Brus (with Anke Orgel), Neue Galerie Graz
- 2011: Hans Hollein (with Günther Holler-Schuster), Neue Galerie Graz
- 2011: Francesco Lo Savio — Tano Festa. The Lack of the Other (with Freddy Paul Grunert), ZKM Center for Art and Media
- 2008: youniverse, International Biennal of Contemporary Arts, Sevilla
- 2005: Lichtkunst aus Kunstlicht (with Gregor Jansen), ZKM | Center for Art and Media, Karlsruhe
- 2005: Making Things Public (with Bruno Latour), ZKM | Center for Art and Media, Karlsruhe
- 2003: M_ARS: Kunst und Krieg (with Günther Holler-Schuster), Neue Galerie Graz
- 2002: Future Cinema (with Jeffrey Shaw), ZKM | Center for Art and Media, Karlsruhe
- 2002: Iconoclash (with Bruno Latour), ZKM | Center for Art and Media, Karlsruhe
- 2000/2001: Olafur Eliasson: Surroundings surroanded, Neue Galerie Graz and ZKM | Center for Art and Media, Karlsruhe
- 2000: Net_condition (with Walter van der Crijusen, Johannes Goebel, Golo Foellmer, Hans-Peter Schwarz, Jeffrey Shaw, Benjamin Weill) ZKM | Center for Art and Media, Karlsruhe
- 1999/2000: Der anagrammatische Körper Kunsthaus Muerz, Muerzzuschlag | Neue Galerie, Graz and ZKM | Center for Art and Media, Karlsruhe
- 1999: Open Practice, 48th Biennale de Venise
- 1998: Jenseits von Kunst, MUHKA, Museum van Hedendaagse Kunst, Antwerpen; Neue Galerie, Graz; Ludwig-Museum, Budapest
- 1996: Inklusion: Exklusion, Steirischen Herbst 96, Graz
- 1993: Kontext Kunst, Neue Galerie Graz
- 1991: Das Bild nach dem letzten Bild (with Kaspar König), Galerie Metropol, Vienna
- 1990: Vom Verschwinden der Ferne (with Edith Decker), Postmuseum, Frankfurt am Main
- 1987: Logokultur, Universitaet fuer angewandte Kunst, Vienna
- 1976: Österreichs Avantgarde 1908-38 (with Oswald Oberhuber), Galerie naechst St. Stephan, Vienna

## Нагороди
- 2002: Почесний знак «За заслуги перед Австрійською Республікою»[19];
- 2009: Австрійський почесний хрест науки та мистецтва 1 ступеня[20];
- 2013: Почесний доктор Університету Печа, Угорщина[21];
- 2020: Премія Ловіса Корінта.